# Riachão do Jacuípe
Riachão do Jacuípe là một đô thị thuộc bang Bahia, Brasil. Đô thị này có diện tích 1199,201 km², dân số năm 2007 là 32425 người, mật độ 22,7 người/km².